# 增城宾馆

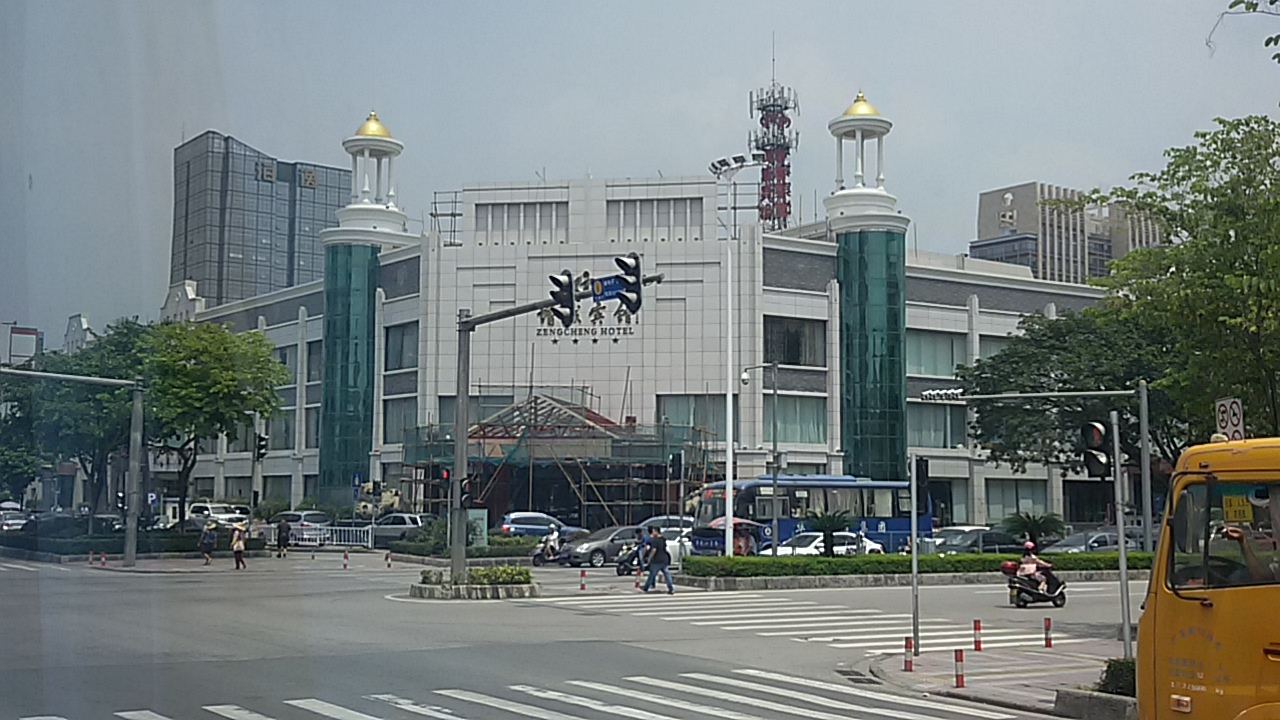
增城宾馆

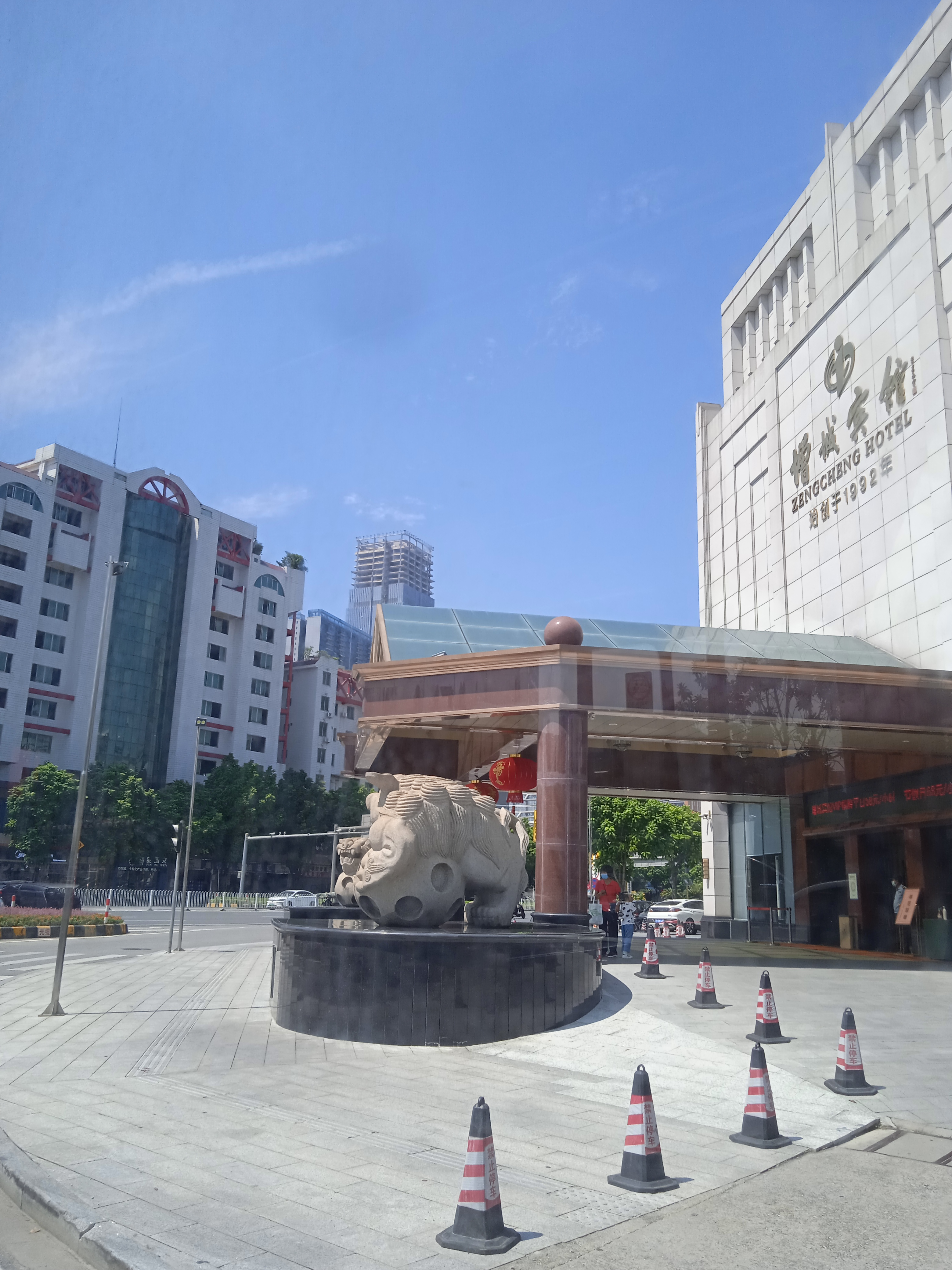
增城宾馆

增城宾馆（英語：Zengcheng Hotel）是中国广东省广州市的一间四星级酒店，于1998年6月开业，位于增城区增城大道8号（324国道的K919+400标记处）。它也是增城第一间四星级酒店。

## 酒店内部情况
它一共有320间客房，入面有中西式餐厅，还有九个大小不一的会议室及游泳池、桑拿、夜总会等一系列休闲娱乐设施。 

## 轶事
- 2020年12月8日，《广州市百厨百店指南》正式发布，它涉及到全市100家餐厅与100位粤菜厨师，其中就有增城宾馆的荔王府中餐厅。[1]
- 2021年6月上旬，正值广州本轮疫情爆发，广州市内其中一位出租车师傅（名字叫做“宋全民”）接送了小何同学在增城中学考点参加高考，这位同学的就餐与住宿均在增城宾馆内进行。[2]